# Rathaus Clichy-sous-Bois

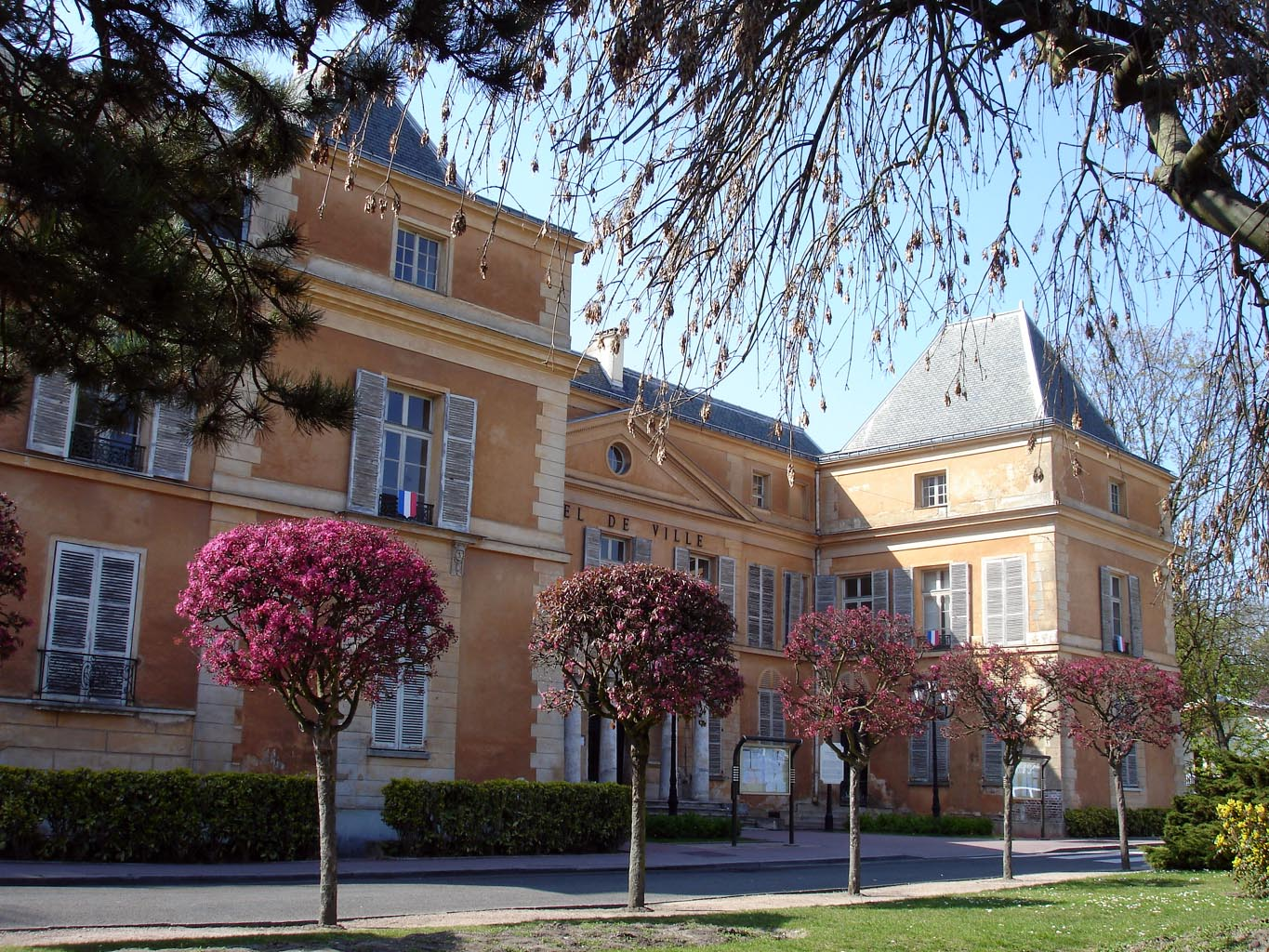
Rathaus in Clichy-sous-Bois

Das Rathaus (französisch Mairie) in Clichy-sous-Bois, einer französischen Gemeinde im Département Seine-Saint-Denis in der Region Île-de-France, wurde im 18. Jahrhundert errichtet. Das Rathaus an der Place du 11 Novembre 1918 steht seit 1972 als Monument historique auf der Liste der Baudenkmäler in Frankreich.
Der zweigeschossige Bau, ein ehemaliges Schloss, wurde 1930 von der Gemeinde gekauft und wird seitdem als Verwaltungssitz genutzt.
Der Schlosspark wurde nach dem Kauf durch die Gemeinde öffentlich zugänglich.